# Farnese Vini-Neri Sottoli/Saison 2011
Dieser Artikel listet Erfolge und Mannschaft des Radsportteams Farnese Vini-Neri Sottoli in der Saison 2011 auf.

## Erfolge in der UCI WorldTour
Bei den Rennen der UCI WorldTour im Jahr 2011 gelangen dem Team nachstehende Erfolg.
| Datum   | Rennen                  | Sieger      |
| ------- | ----------------------- | ----------- |
| 14. Mai | 8. Etappe Giro d’Italia | Oscar Gatto |

## Erfolge in der UCI Asia Tour
Bei den Rennen der UCI Asia Tour im Jahr 2011 gelangen dem Team nachstehende Erfolge.
| Datum       | Rennen                      | Kat. | Sieger          |
| ----------- | --------------------------- | ---- | --------------- |
| 23. Januar  | 1. Etappe Tour de Langkawi  | 2.HC | Andrea Guardini |
| 24. Januar  | 2. Etappe Tour de Langkawi  | 2.HC | Andrea Guardini |
| 27. Januar  | 6. Etappe Tour de Langkawi  | 2.HC | Andrea Guardini |
| 28. Januar  | 7. Etappe Tour de Langkawi  | 2.HC | Andrea Guardini |
| 1. Februar  | 10. Etappe Tour de Langkawi | 2.HC | Andrea Guardini |
| 11. Februar | 5. Etappe Tour of Qatar     | 2.1  | Andrea Guardini |

## Erfolge in der UCI Europe Tour
Bei den Rennen der UCI Europe Tour im Jahr 2011 gelangen dem Team nachstehende Erfolge.
| Datum         | Rennen                                                   | Kat. | Sieger            |
| ------------- | -------------------------------------------------------- | ---- | ----------------- |
| 29. Januar    | 2. Etappe Giro della Provincia di Reggio Calabria        | 2.1  | Oscar Gatto       |
| 26. Februar   | Gran Premio dell'Insubria-Lugano                         | 1.1  | Giovanni Visconti |
| 26. März      | 5. Etappe Settimana Internazionale                       | 2.1  | Giovanni Visconti |
| 24. April     | 1. Etappe Presidential Cycling Tour of Turkey            | 2.HC | Andrea Guardini   |
| 28. April     | 5. Etappe Presidential Cycling Tour of Turkey            | 2.HC | Matteo Rabottini  |
| 30. April     | 7. Etappe Presidential Cycling Tour of Turkey            | 2.HC | Andrea Guardini   |
| 19. Juni      | 3. Etappe Slowenien-Rundfahrt                            | 2.1  | Andrea Guardini   |
| 25. Juni      | Italienische Meisterschaft – Straßenrennen               | CN   | Giovanni Visconti |
| 31. Juli      | Trofeo Matteotti                                         | 1.1  | Oscar Gatto       |
| 9. August     | 5. Etappe Volta a Portugal                               | 2.1  | Andrea Guardini   |
| 25. August    | Gran Premio Industria e Commercio Artigianato Carnaghese | 1.1  | Giovanni Visconti |
| 3. September  | 4. Etappe Settimana Ciclistica Lombarda                  | 2.1  | Giovanni Visconti |
| 4. September  | Giro di Romagna et Coppa Placci                          | 1.1  | Oscar Gatto       |
| 10. September | 5. Etappe Giro di Padania                                | 2.1  | Andrea Guardini   |

## Abgänge – Zugänge
| Zugänge                         | Team 2010                                       | Abgänge                      | Team 2011           |
| ------------------------------- | ----------------------------------------------- | ---------------------------- | ------------------- |
| Luca Mazzanti                   | Team Katusha                                    | Witalij Kondrut              | Lampre-ISD          |
| Roberto De Patre                | Acqua & Sapone-D’Angelo & Antenucci             | Denys Kostjuk                | Lampre-ISD          |
| Francesco Failli                | Acqua & Sapone-D’Angelo & Antenucci             | Dmytryj Krywzow              | Lampre-ISD          |
| Donato Cannone                  | Ceramica Flaminia                               | Oleksandr Kwatschuk          | Lampre-ISD          |
| Leonardo Giordani               | Ceramica Flaminia                               | Paolo Longo Borghini         | Liquigas-Cannondale |
| Andrea Noè                      | Ceramica Flaminia                               | Simon Clarke                 | Pro Team Astana     |
| Alessandro Bisolti              | Colnago-CSF Inox                                | Maxim Belkow                 | Vacansoleil-DCM     |
| Takashi Miyazawa                | Team Nippo                                      | Ruslan Pidhornyj             | Vacansoleil-DCM     |
| Luboš Pelánek                   | Tusnad Cycling Team                             | Bartosz Huzarski             | Team NetApp         |
| Otávio Bulgarelli               | Neoprofi                                        | Carlo Scognamiglio           | Team Vorarlberg     |
| Elia Favilli                    | Neoprofi                                        | Leonardo Scarselli           | Karriereende        |
| Massimo Graziato                | Neoprofi                                        | Alessandro Colo              | Unbekannt           |
| Andrea Guardini                 | Neoprofi                                        | Salvatore Mancuso            | Unbekannt           |
| Matteo Rabottini                | Neoprofi                                        | Francesco Tomei              | Unbekannt           |
| Thomas Bertolini (ab 1. August) | Androni Giocattoli-Serramenti PVC Diquigiovanni | Luboš Pelánek (bis 31. Juli) | Unbekannt           |

## Mannschaft
| Fahrer             | Geburtsdatum       | Land         |              |
| ------------------ | ------------------ | ------------ | ------------ |
| Thomas Bertolini   | 10. Juli 1988      | Italien      |              |
| Alessandro Bisolti | 7. März 1985       | Italien      |              |
| Otávio Bulgarelli  | 15. Oktober 1984   | Brasilien    |              |
| Diego Caccia       | 31. Juli 1981      | Italien      |              |
| Pierpaolo De Negri | 5. Juni 1986       | Italien      |              |
| Roberto De Patre   | 13. September 1988 | Italien      |              |
| Francesco Failli   | 16. Dezember 1983  | Italien      |              |
| Elia Favilli       | 31. Januar 1989    | Italien      |              |
| Oscar Gatto        | 1. Januar 1985     | Italien      |              |
| Leonardo Giordani  | 27. Mai 1977       | Italien      |              |
| Andrea Guardini    | 12. Juni 1989      | Italien      |              |
| Luca Mazzanti      | 4. Februar 1974    | Italien      |              |
| Gianluca Mirenda   | 17. November 1983  | Italien      |              |
| Takashi Miyazawa   | 27. Februar 1978   | Japan        |              |
| Andrea Noè         | 15. Januar 1969    | Italien      |              |
| Matteo Rabottini   | 14. August 1987    | Italien      |              |
| Davide Ricci Bitti | 12. Februar 1984   | Italien      |              |
| Patrik Sinkewitz   | 20. Oktober 1980   | Deutschland  |              |
| Giovanni Visconti  | 13. Januar 1983    | Italien      |              |
| Emanuele Vona      | 19. März 1983      | Italien      |              |
| Stagiaires         | Stagiaires         | Nationalität | Nationalität |
| Ettore Carlini     | Ettore Carlini     | Italien      |              |
| Alessandro Mazzi   | Alessandro Mazzi   | Italien      |              |
| Mirko Tedeschi     | Mirko Tedeschi     | Italien      |              |

## Platzierungen in UCI-Ranglisten
UCI Asia Tour 2011
|      | Fahrer            | Punkte |
| ---- | ----------------- | ------ |
| 8.   | Andrea Guardini   | 167    |
| 21.  | Takashi Miyazawa  | 104    |
| 60.  | Giovanni Visconti | 48     |
| 250. | Patrik Sinkewitz  | 7      |
| 303. | Oscar Gatto       | 4      |
| 333. | Elia Favilli      | 2      |

UCI Europe Tour 2011
|       | Fahrer             | Punkte |
| ----- | ------------------ | ------ |
| 1.    | Giovanni Visconti  | 716    |
| 22.   | Oscar Gatto        | 273    |
| 100.  | Andrea Guardini    | 126    |
| 174.  | Luca Mazzanti      | 89     |
| 341.  | Elia Favilli       | 46     |
| 381.  | Takashi Miyazawa   | 41     |
| 384.  | Pierpaolo De Negri | 40     |
| 560.  | Matteo Rabottini   | 24     |
| 616.  | Alessandro Bisolti | 20     |
| 963.  | Andrea Noè         | 7      |
| 987.  | Davide Ricci Bitti | 6      |
| 1064. | Emanuele Vona      | 5      |
| 1139. | Leonardo Giordani  | 3      |